# Кущапинское сельское поселение
Кущапинское се́льское поселе́ние — муниципальное образование в Кадомском районе Рязанской области Российской Федерации.
Административный центр — деревня Кущапино.

## История
Статус и границы сельского поселения определяются законом Рязанской области от 07.10.2004 № 80-ОЗ.

## География
Кущапинское сельское поселение расположено на востоке Рязанской области, самое восточное в ней.

## Население
| 2010 | 2012 | 2013 | 2014 | 2015 | 2016 | 2017 |
| ---- | ---- | ---- | ---- | ---- | ---- | ---- |
| 600  | ↘574 | ↘534 | ↘510 | ↘503 | ↘494 | ↗501 |
| 2018 | 2019 | 2020 | 2021 |      |      |      |
| ↗510 | ↘487 | ↘470 | ↗644 |      |      |      |

## Состав сельского поселения
| №  | Населённый пункт  | Тип населённого пункта          | Население |
| -- | ----------------- | ------------------------------- | --------- |
| 1  | Акбердеево        | деревня                         | ↘6        |
| 2  | Верки             | деревня                         | ↘8        |
| 3  | Винищи            | деревня                         | ↘8        |
| 4  | Заулки            | деревня                         | ↘74       |
| 5  | Игнатьево         | село                            | ↘28       |
| 6  | Кочемирово        | село                            | ↘147      |
| 7  | Кулаевы Починки   | деревня                         | ↘1        |
| 8  | Курмановы Починки | деревня                         | ↘0        |
| 9  | Кущапино          | деревня, административный центр | ↗203      |
| 10 | Марьевка          | деревня                         | ↘8        |
| 11 | Муханов           | посёлок                         | ↘32       |
| 12 | Николаевка        | деревня                         | ↘9        |
| 13 | Сумерки           | деревня                         | ↘76       |